# Grand carénage
Cet article possède un paronyme, voir Carénage.

Âge en 2020 des réacteurs nucléaires français à partir de la date de mise en service,.

La notion de « grand carénage » est proposée et étudiée (d'un point de vue de faisabilité technico-économique) par Électricité de France (EDF) depuis 2008. Elle désigne en France un vaste projet et programme industriel de renforcement des installations de production d'électricité nucléaire, visant à allonger la durée d'exploitation possible des centrales nucléaires (au-delà des quarante ans prévus, en y ajoutant trente ans de plus ; selon EDF, tous ses réacteurs « peuvent aller jusqu'à soixante ans »). Elle associe des opérations inédites (dont des mises à l'arrêt plus importantes) et des opérations de maintenance plus « classiques ».
L'expression est inspirée du « grand carénage » qui dans le domaine de la construction maritime désigne la réfection générale d'un navire placé pour la circonstance à terre ou en cale sèche.
Elle était déjà utilisée par le Commissariat à l'énergie atomique et aux énergies alternatives (CEA) en 1986 à propos d'un atelier-pilote de Marcoule conçu à la fin des années 1950 et mis en service en 1962, et du projet TOR (Traitement oxydes rapides) décidé en 1978.
Amélioration continue : le législateur demande aussi à l'exploitant (EDF) qu'à chaque inspection décennale le niveau de sûreté soit amélioré, au vu des connaissances scientifiques et techniques et en tirant parti des retours d'expérience des accidents ou catastrophes (de Tchernobyl et de Fukushima). Selon EDF, grâce à cela, la sûreté de ces centrales nucléaires se rapproche de celle des centrales dites « de dernière génération » comme le réacteur pressurisé européen (EPR).

## Présentation
Selon Dominique Minière (directeur délégué à la Production ingénierie du groupe EDF) audité par une commission d'enquête parlementaire sur le grand carénage prévu par EDF :
- d'autres pays (États-Unis, Suisse, Suède, République tchèque, Belgique et Grande-Bretagne) ont déjà entrepris des travaux du type de ceux du grand carénage afin d'allonger la durée prévue de leurs centrales nucléaires ;
- il s'agira en France d'associer « la rénovation, le remplacement de matériels, l'intégration des mesures post-Fukushima, et l'amélioration du niveau de sûreté des centrales nucléaires »[4].

## Méthode
Selon EDF, il faudra remplacer par du matériel neuf certains gros composants dont la durée de fonctionnement ne saurait excéder 25 et 35 ans,. 
C'est le cas notamment des composants suivants :
- générateurs de vapeur ;
- turbines à vapeur ;
- transformateurs ;
- échangeurs de chaleur.

Certains composants majeurs ne pourront pas être remplacés (cuve, enceinte de confinement) mais « font l'objet de surveillance, de recherche, de maintenance particulièrement élaborée ».
Ceci demande aussi des moyens humains, numériques, et une méthode dédiée,, tout en veillant à ne pas perdre des savoir-faire anciens, nécessaires au démantèlement des vieilles centrales.
En mars 2014 (19 et 20 mars), dans le cadre d'une convention de la SFEN intitulée « Exploiter les centrales nucléaires dans la durée », une table ronde a été animée par Céline Cudelou, déléguée générale du Groupe intersyndical de l'industrie nucléaire (GIIN) sur le thème des enjeux du grand carénage d’EDF pour la filière industrielle nucléaire.

## Coûts
Le coût du grand carénage se comptera en dizaines de milliards d'euros. Il a été estimé en 2014 par EDF à 55 milliards entre 2008 et 2025, mais d'autres évoquent un coût de 90 milliards d'euros.
Il s'agit du chantier le plus coûteux de la filière nucléaire depuis la création du parc. 
- 10 milliards d'euros seront nécessaires « au déploiement des modifications post-Fukushima ».
- 20 milliards seront consacrés aux arrêts de tranches et aux visites décennales effectuées par l'ASN.
- 15 milliards financeront la maintenance lourde des gros composants.
- 10 milliards seront consacrés à d'« autres projets patrimoniaux ».

Selon EDF (2014), ce coût permettra de conserver un prix de l'électricité compétitif (par rapport aux pays voisins) et sera moins élevé que celui du remplacement des centrales vieillissantes. Mais une partie de ce coût au moins sera directement répercuté sur la facture d'électricité des industriels, des collectivités et des particuliers. Selon la Cour des comptes, le prix de gros du mégawatt-heure qui en 2010 était de 49,5 €/MWh (en euros de 2010) augmentera au moins jusqu'à 54,4 €/MWh entre 2011 et 2025 pour intégrer les coûts du grand carénage. Le surenchérissement du réacteur pressurisé européen (EPR) devrait aussi faire monter le prix de l'électricité.
EDF annonce en octobre 2020 une révision en légère hausse du coût prévisionnel du grand carénage, désormais évalué à 49,4 milliards € courants, en hausse de 1,2 milliard €, soit +2,5 % par rapport à la dernière estimation. Cette nouvelle estimation est liée à des études, modifications et équipements supplémentaires non prévus initialement et visant à améliorer le niveau de sûreté. Elle intègre également la révision de la durée prévisionnelle de réalisation des arrêts programmés pour maintenance, tirant le retour d’expérience des années précédentes, ainsi que les impacts de la crise sanitaire sur la période 2020-2022.

## Contexte réglementaire en évolution
La transition énergétique engage à développer des sources d'énergie renouvelable. La loi relative à la transition énergétique pour la croissance verte (TECV) fixe à la France l'objectif de ramener la part du nucléaire à 50 % du mélange énergétique électrique en 2025 (échéance repoussée à 2035 en novembre 2019), ce qui implique, à consommation inchangée, de fermer un tiers environ du parc nucléaire en exploitation (dix-sept à vingt réacteurs).
La Cour des comptes dans son rapport public 2016 annuel aborde la situation et les défis de la maintenance nucléaire et suggère au gouvernement d’identifier les conséquences industrielles et financières de l’application de la loi sur le programme de maintenance « Grand carénage » (page 26), suggérant une révision « intégrale » de ce projet afin d'éviter les « dépenses inutiles ».
Didier Migaud, premier président de la Cour des comptes, a détaillé le point de vue de la Cour en 2016 dans la Revue Générale Nucléaire.
Le 10 février 2022, le président Macron annonce sa décision de prolonger la durée de vie de tous les réacteurs nucléaires qui le permettent au-delà de 50 ans.

## Déroulement du programme
Le premier réacteur de la centrale du Tricastin s'arrête en juin 2019 pour lancer les travaux de prolongation de sa durée d'exploitation de 40 à 50 ans, alors que l'ASN ne rendra son avis générique (initialement prévu en 2018) sur le sujet que fin 2020 ; mais les travaux impliqués par la visite décennale se déploient sur cinq ans ; il sera donc possible d'y intégrer d'éventuelles demandes additionnelles de l'ASN. Trois autres visites décennales sont prévues en 2020, puis cinq en 2021,.
Le 3 décembre 2020, l'ASN publie son projet de décision, soumis à la consultation du public, sur la poursuite de leur exploitation pour dix années supplémentaires, moyennant de nouvelles conditions pour EDF : entre autres, les hypothèses de températures prises pour tenir compte du réchauffement climatique devront être renforcées ainsi que les moyens d'alimentation en eau de secours et certains murs en béton afin de faire face au risque ultime de fusion du cœur du réacteur, en cas d'accident très grave. 32 réacteurs de 900 MW sont concernés par cette prolongation de 40 à 50 ans. Selon l'ASN, « les dispositions prévues par EDF, complétés de celles demandées par l'ASN, permettraient d'atteindre un niveau de sûreté qui se rapproche de celui du réacteur de troisième génération EPR ».
Le 25 février 2021, l'ASN publie sa décision finale sur la poursuite de l'exploitation jusqu'à 50 ans des 32 réacteurs de 900 MW. Elle fixe le détail des travaux à effectuer et leur calendrier détaillé jusqu'en 2035.
Mi-août 2023, l'ASN donne son feu vert à EDF pour une prolongation de 10 ans supplémentaires à l'exploitation de la tranche 1 de Tricastin. C'est le premier réacteur français autorisé à poursuivre sa production d'électricité au-delà des 40 ans de durée de vie prévus lors de sa conception. En fait, les travaux de modernisation de Tricastin 1 sont terminés depuis 2019 et le réacteur a déjà 43 ans d'âge. Les travaux de la quatrième visite décennale, dans le cadre du programme de Grand carénage, avaient pour objectif d'atteindre le même niveau de sûreté que pour les constructions neuves. Des équipements de sûreté du niveau de l'EPR ont été installés : un récupérateur de corium sous le bâtiment réacteur afin de dégager une zone où pourrait s'étaler du magma en cas d'accident et de fusion du combustible, ou encore des moteurs diesels « d'ultime secours » capables de prendre le relais de l'alimentation électrique de la centrale, en cas d'accident grave. Sur les 32 réacteurs de 900 MW, quinze ont engagé les travaux pour aller au-delà des 40 ans d'exploitation et onze les ont achevés.